# Commonwealth Bank Tennis Classic
Commonwealth Bank Tennis Classic byl tenisový turnaj žen na okruhu WTA Tour. Mezi roky 1994–1997 se konal v indonéské Surabaje a následující dva ročníky 1999–2000 v malajsijském hlavním městě Kuala Lumpur. V letech 2001–2008 probíhal na tvrdém povrchu na indonéském Bali.
Účastnilo se jej třicet dva tenistek ve dvouhře a šestnáct párů ve čtyřhře. V letech 1994–1997 patřil do kategorie Tier IV, poté postoupil do vyšší kategorie Tier III. V sezóně 2009 byl nahrazen jedním ze závěrečných turnajů sezóny, WTA Tournament of Champions, v kategorii International.
Nejvyšší počet tří singlových titulů vyhrála Ruska Světlana Kuzněcovová. Indonésanka Angelique Widjajaová se stala třetí tenistkou na okruhu WTA Tour, která vyhrála dvouhru již při svém debutovém startu v hlavní soutěži. Navázala tak na Tracy Austinovou z Portlandu 1977 a Justine Heninovou z Antverp 1999.

## Vývoj názvu turnaje
- 1994–1996: Wismilak Open
- 1997–2006: Wismilak International
- 2007–2008: Commonwealth Bank Tennis Classic

## Přehled finále

### Dvouhra
| Místo                   | rok  | vítězka                  | finalistka             | výsledek           |
| ----------------------- | ---- | ------------------------ | ---------------------- | ------------------ |
| Surabaja (Indonésie)    | 1994 | Elena Wagnerová          | Ai Sugijamová          | 2–6, 6–0skreč      |
| Surabaja (Indonésie)    | 1995 | Wang Š'-tching           | I Ťing-čchien          | 6–1, 6–1           |
| Surabaja (Indonésie)    | 1996 | Wang Š'-tching (2)       | Nana Mijagiová         | 6–4, 6–0           |
| Surabaja (Indonésie)    | 1997 | Dominique van Roostová   | Lenka Němečková        | 6–1, 6–3           |
| Kuala Lumpur (Malajsie) | 1999 | Åsa Svenssonová          | Erika de Loneová       | 6–2, 6–4           |
| Kuala Lumpur (Malajsie) | 2000 | Henrieta Nagyová         | Iva Majoliová          | 6–4, 6–2           |
| Bali (Indonésie)        | 2001 | Angelique Widjajaová     | Joannette Krugerová    | 7–6(7–2), 7–6(7–4) |
| Bali (Indonésie)        | 2002 | Světlana Kuzněcovová     | Conchita Martínezová   | 3–6, 7–6(7–4), 7–5 |
| Bali (Indonésie)        | 2003 | Jelena Dementěvová       | Chanda Rubinová        | 6–2, 6–1           |
| Bali (Indonésie)        | 2004 | Světlana Kuzněcovová (2) | Marlene Weingärtnerová | 6–1, 6–4           |
| Bali (Indonésie)        | 2005 | Lindsay Davenportová     | Francesca Schiavoneová | 6–2, 6–4           |
| Bali (Indonésie)        | 2006 | Světlana Kuzněcovová (3) | Marion Bartoliová      | 7–5, 6–2           |
| Bali (Indonésie)        | 2007 | Lindsay Davenportová     | Daniela Hantuchová     | 6–4, 3–6, 6–2      |
| Bali (Indonésie)        | 2008 | Patty Schnyderová        | Tamira Paszeková       | 6–3, 6–0           |

### Čtyřhra
| Místo                   | rok  | vítězky                                       | finalistky                                     | výsledek                   |
| ----------------------- | ---- | --------------------------------------------- | ---------------------------------------------- | -------------------------- |
| Surabaja (Indonésie)    | 1994 | Yayuk Basukiová Romana Tedjakusumaová         | Kjoko Nagacukaová Ai Sugijamová                | bez boje                   |
| Surabaja (Indonésie)    | 1995 | Petra Kamstrová Tina Križanová                | Nana Mijagiová Stephanie Reeceová              | 2–6, 6–4, 6–1              |
| Surabaja (Indonésie)    | 1996 | Alexandra Fusaiová Kerry-Anne Guseová         | Tina Križanová Noëlle van Lottumová            | 6–4, 6–4                   |
| Surabaja (Indonésie)    | 1997 | Kerry-Anne Guseová Rika Hirakiová             | Maureen Drakeová Renata Kolbovicová            | 6–1, 7–6                   |
| Kuala Lumpur (Malajsie) | 1999 | Jelena Kostanićová Tina Pisniková             | Rika Hirakiová Juka Jošidaová                  | 3–6, 6–2, 6–4              |
| Kuala Lumpur (Malajsie) | 2000 | Henrieta Nagyová Sylvia Plischkeová           | Liezel Huberová Vanessa Webbová                | 6–4, 7–6(7–4)              |
| Bali (Indonésie)        | 2001 | Evie Dominikovicová Tamarine Tanasugarnová    | Janet Leeová Wynne Prakusyaová                 | 6–7(4–7), 6–2, 6–3         |
| Bali (Indonésie)        | 2002 | Cara Blacková Virginia Ruano Pascualová       | Světlana Kuzněcovová Arantxa Sánchez Vicariová | 6–2, 6–3                   |
| Bali (Indonésie)        | 2003 | María Ventová-Kabchiová Angelique Widjajaová  | Émilie Loitová Nicole Prattová                 | 7–5, 6–2                   |
| Bali (Indonésie)        | 2004 | Anastasija Myskinová Ai Sugijamová            | Světlana Kuzněcovová Arantxa Sánchez Vicariová | 6–3, 7–5                   |
| Bali (Indonésie)        | 2005 | Anna-Lena Grönefeldová Meghann Shaughnessyová | Jen C’ Čeng Ťie                                | 6–3, 6–3                   |
| Bali (Indonésie)        | 2006 | Lindsay Davenportová Corina Morariuová        | Natalie Grandinová Trudi Musgraveová           | 6–3, 6–4                   |
| Bali (Indonésie)        | 2007 | Ťi Čchun-mej Sun Šeng-nan                     | Jill Craybasová Natalie Grandinová             | 6–3, 6–2                   |
| Bali (Indonésie)        | 2008 | Sie Šu-wej Pcheng Šuaj                        | Marta Domachowská Naděžda Petrovová            | 6–7(4–7), 7–6(7–3), [10–7] |